# 権藤正威
権藤 正威（ごんどう まさたけ、1902年7月14日 - 1943年6月24日）は、日本の陸軍軍人である。最終階級は陸軍少将。

## 経歴
福岡県出身。陸軍士官学校の第35期生、陸軍大学校の第47期生だった権藤は、1940年12月に山下奉文陸軍中将とともにドイツへ軍事視察に行った。翌1941年、権藤は駐在武官補佐官としてイタリアへ異動した。
日本が太平洋戦争へ突入すると、日本は同盟国であるドイツやイタリアとともに遣独潜水艦作戦、遣日潜水艦作戦を発動する。1943年6月にイタリアから日本に向けて行われた遣日作戦において、権藤はイタリア海軍の潜水艦バルバリーゴへ乗艦したが、1943年6月24日にイギリスの哨戒機の攻撃に遭いバルバリーゴは沈没、権藤も戦死した。死後少将に昇格した。